# 佩龙 (安省)
佩龙 （法語：Péron，法語發音：[peʁɔ̃]）是法国东部安省的一个市镇，属于热克斯区。

## 地理
佩龙（46°11'24"N, 5°55'35"E）面积26.01 平方千米，位于法国奥弗涅-罗讷-阿尔卑斯大区安省，该省份为法国东部省份，北起汝拉省，西北接索恩-卢瓦尔省，西接罗讷省和里昂大都会，南至伊泽尔省，东与萨瓦省、上萨瓦省和瑞士接壤。
与佩龙接壤的市镇（或旧市镇、城区）包括：沙莱克斯、谢泽里－福朗、法尔日、普尼、圣让德贡维尔、达尔达尼。

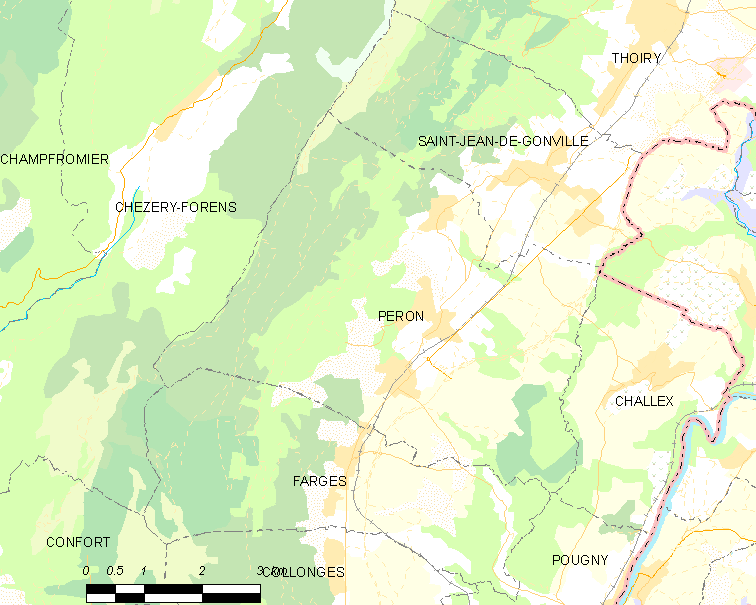
的OSM定位图

佩龙的时区为UTC+01:00、UTC+02:00（夏令时）。

## 行政
佩龙的邮政编码为01630，INSEE市镇编码为01288。

## 政治
佩龙所属的省级选区为图瓦里县。

## 人口

1962-2008年间人口变化图示

佩龙于2022年1月1日时的人口数量为2900人。